# NGC 5672
NGC 5672 este o galaxie spirală situată în constelația Boarul. A fost descoperită în 13 martie 1785 de către William Herschel.